# Odynerus ventralis
Odynerus ventralis är en stekelart som beskrevs av Henri Saussure. Odynerus ventralis ingår i släktet lergetingar, och familjen Eumenidae. Inga underarter finns listade i Catalogue of Life.